# Otto Bernhardt

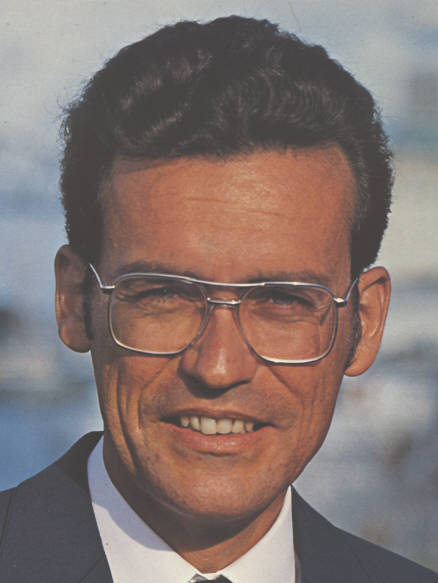
Otto Bernhardt, 1979

Otto Bernhardt (* 13. Februar 1942 in Rendsburg; † 8. Oktober 2021) war ein deutscher Politiker (CDU). Er war von 2005 bis 2009 Vorsitzender der Arbeitsgruppe Finanzen der CDU/CSU-Bundestagsfraktion und war von 1979 bis 1984 Parlamentarischer Staatssekretär im Kultusministerium des Landes Schleswig-Holstein.

## Leben und Beruf
Nach dem Abitur 1962 absolvierte Bernhardt zunächst eine Lehre zum Bankkaufmann und begann anschließend 1964 ein Studium der Wirtschaftswissenschaften an der Universität Hamburg, welches er 1968 als Diplom-Handelslehrer und nach dem Referendariat 1970 mit dem zweiten Staatsexamen für das Höhere Lehramt beendete.
1985 trat Bernhardt in den Vorstand der Wirtschaftsaufbaukasse Schleswig-Holstein AG ein und gehörte nach deren Fusion mit der Wohnungsbaukreditanstalt der Geschäftsleitung der neu gegründeten Schleswig-Holsteinischen Investitionsbank an. 1991 wechselte er als Sprecher und Mitglied des Vorstandes zur Landkreditbank Schleswig-Holstein und 1994 schließlich als Vorstandsmitglied zur Bank Companie Nord AG. Seit 1995 war Bernhardt als selbständiger Unternehmensberater tätig. Nach dem Ausscheiden aus dem Bundestag 2009 erweiterte Bernhardt seine berufliche Tätigkeit um die Beratung bezüglich lobbyistischer Aktivitäten.
Otto Bernhardt war verheiratet und hatte zwei Kinder.

## Partei
Bernhardt, der schon als Schüler 1958 Mitglied der Jungen Union geworden war, trat 1960 in die CDU ein. Er gehörte von 1970 bis 2006 dem Landesvorstand der CDU in Schleswig-Holstein an und war daneben von 1980 bis 2004 Vorsitzender des CDU-Kreisverbandes Rendsburg-Eckernförde.

## Abgeordneter
Von 1970 bis 1998 gehörte Bernhardt der Ratsversammlung seiner Heimatstadt Rendsburg an und von 1971 bis zu seiner Mandatsniederlegung am 9. Januar 1985 auch dem Landtag von Schleswig-Holstein an.
Von 1998 bis 2009 war Bernhardt Mitglied des Deutschen Bundestages. Hier war er seit dem 29. November 2005 Vorsitzender der Arbeitsgruppe Finanzen und damit auch finanzpolitischer Sprecher der CDU/CSU-Bundestagsfraktion.
Er zog 1998 und 2002 über die Landesliste Schleswig-Holstein und 2005 als mit 44,1 % der Erststimmen direkt gewählter Abgeordneter des Wahlkreises Rendsburg-Eckernförde in den Bundestag ein.

## Öffentliche Ämter
Am 22. Mai 1973 wurde Bernhardt zum Parlamentarischen Vertreter im Kultusministerium des Landes Schleswig-Holstein berufen. Am 26. Mai 1979 wurde er dann zum Parlamentarischen Staatssekretär im Kultusministerium in der von Ministerpräsident Gerhard Stoltenberg geführten Landesregierung ernannt. Dieses Amt behielt er zunächst auch unter dessen Nachfolger Uwe Barschel, schied dann aber am 31. Juli 1984 aus dem Amt.

## Ehrenamtliches Engagement
Bernhardt war vom 14. Mai 1993 bis zum 18. September 2020 Vorsitzender der Hermann Ehlers Stiftung und seit 2001 Mitglied des Vorstandes der Konrad-Adenauer-Stiftung.
2011 übernahm Bernhardt den Vorsitz des Deutschen Solidaritätskomitees für einen freien Iran (DSFI).
2013 wurde Otto Vorstandsvorsitzender der in diesem Jahr gegründeten Nothilfe- und Entwicklungsorganisation Mission East Deutschland.

## Ehrungen
Otto Bernhardt war Träger der Freiherr-vom-Stein-Medaille und bekam 1978 das Verdienstkreuz am Bande sowie 1984 das Verdienstkreuz 1. Klasse verliehen.